# North Hollywood

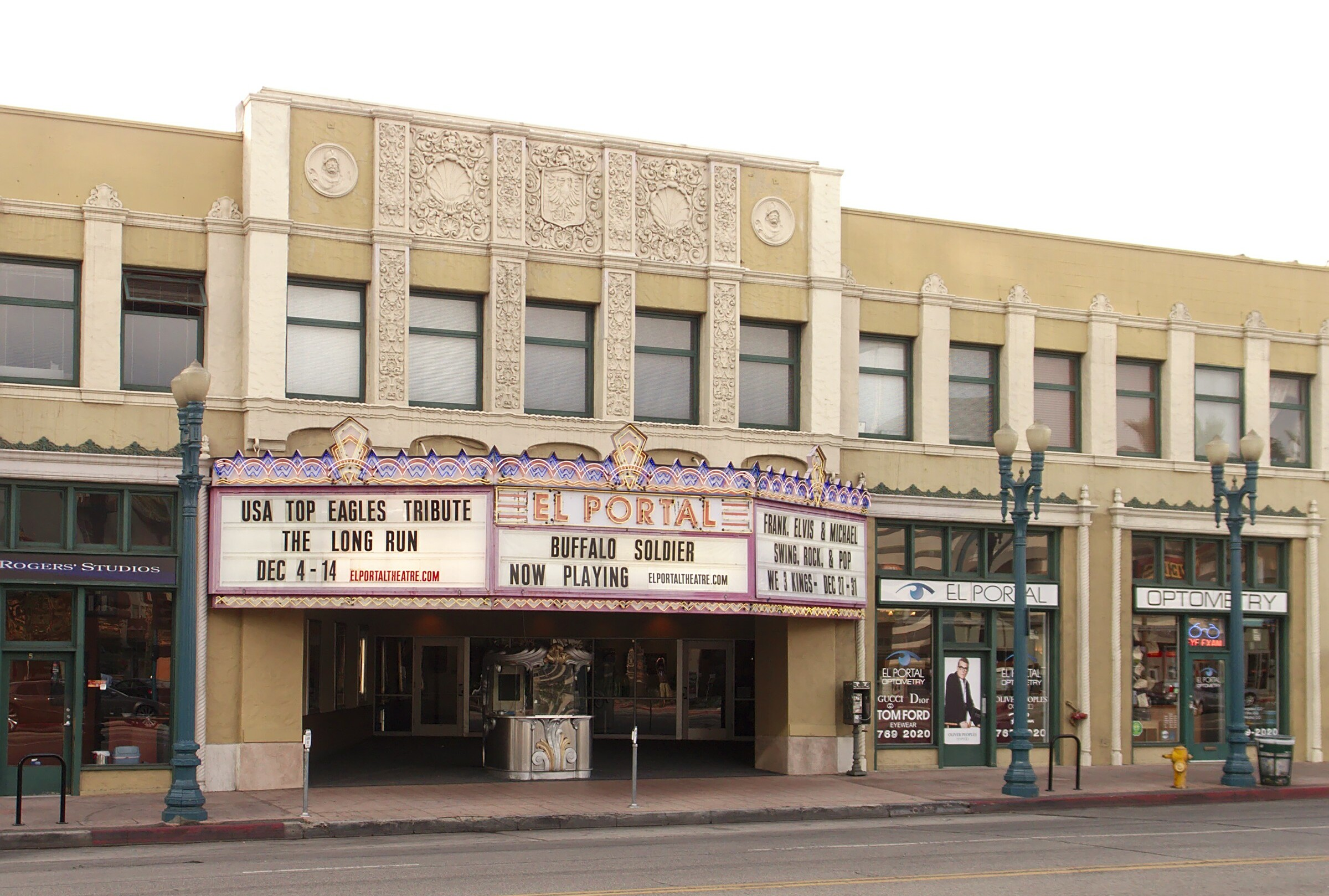
El Portal Theater

North Hollywood is een wijk in het noorden van Los Angeles, gelegen in het zuiden van de San Fernando Valley. 
North Hollywood wordt begrensd door Sun Valley, Burbank, Sherman Oaks, Toluca Lake, Studio City, Van Nuys, Panorama City, Valley Glen en Valley Village. North Hollywood grenst niet aan Hollywood. De wijk koos alleen de naam om te profiteren van de glamour van Hollywood. 
De buurt bevat het NoHo Arts District, het El Portal Theatre, verschillende kunstgalerijen en de Academy of TV Arts and Sciences.
North Hollywood werd opgericht door de Lankershim Ranch Land and Water Company in 1887. Het werd eerst "Toluca" genoemd voordat het in 1896 werd omgedoopt tot "Lankershim" en uiteindelijk in 1927 tot "North Hollywood".
De Amerikaanse volkstelling van 2000 telde 77.848 inwoners in de 15,2 vierkante km grote wijk North Hollywood - of 5.122 inwoners per vierkante kilometer.